# Château de Courcelles (Courcelles-sur-Vesle)
Pour les articles homonymes, voir château de Courcelles.
Le château de Courcelles est un château français de style Louis XIV situé dans la commune de Courcelles-sur-Vesle dans le département de l'Aisne et la région de Hauts-de-France.

## Historique
Le château de Courcelles-sur-Vesle fut bâti à la fin du règne de Louis XIV, entre 1690 et 1694, sur ordre du baron Jacques de La Grange, conseiller du roi Louis XIV.
Il devint au XVIIIe siècle un lieu fréquenté par les écrivains et philosophes grâce à la présence des « Demoiselles de Courcelles »,,. Belles et intelligentes, elles attirèrent ici, entre autres, l'écrivain en vogue Claude-Prosper Jolyot de Crébillon et les philosophes des lumières Jean-Jacques Rousseau, Denis Diderot et Voltaire.
Pendant la Première Guerre mondiale, le château fut occupé par les Allemands qui utilisèrent le plancher du salon de musique pour se chauffer. Le parquet original de style "Versailles Grand Salon", en  chêne, fut toutefois épargné. Il fait partie des éléments d'origine du château avec presque toutes les maîtresses poutres qui soutiennent les plafonds.
Malgré les combats dans tout le secteur autrement dit la Bataille du Chemin des Dames, le château n’a fort heureusement pas subi d’importants dommages.
Après la Seconde Guerre mondiale, le château connaît de nouvelles heures de gloire, grâce notamment à Christian Dior, parrain de l’actrice Geneviève Page, qui y organise de somptueuses fêtes. Jean Cocteau aurait même dessiné la rampe de l'escalier principal du château lors d'un de ses séjours.
Depuis 1988, l’actuel propriétaire, Bernard Anthonioz, a transformé le Château de Courcelles en hôtel de charme 4 étoiles avec un restaurant gastronomique, "La Table de Courcelles" pour lui faire intégrer la chaîne des Relais & Châteaux en 1992. Le Château possède aujourd'hui 20 chambres et suites et est ouvert toute l'année.
En 2018, le Château a l'honneur de figurer sur la "Gold List" ou Liste d'or du très célèbre magazine Condé Nast Traveler.

## Le parc du château
Le parc du château, de 25 hectares dont les platanes bicentenaires bordent son canal,, avec jardin à la française et jardin à l'anglaise, labyrinthe de charmille, et pièce d'eau à la façon des jardins de Versailles, a fait l'objet d'un pré-inventaire (jardin remarquable).

## Sources et bibliographie
- Courcelles sur Vesle Histoire et Patrimoine
- Château de Courcelles : un voyage historique au cœur du libertinage et de la philosophie des Lumières, sur www.geo.fr/histoire/
- Manuscrits : Registre paroissial de Courcelles[14]
- Bulletin de la Société académique de Laon, ancêtre de la Société historique de Haute-Picardie[15], tome XXIX, 1985, page 280
- Les Artistes célèbres, « La Tour »[16], par Champfleury[17], 1887, page 95